# 中道新党構想
中道新党構想（ちゅうどうしんとうこうそう）とは、1970年代半ばに、自由民主党の三木武夫と、民社党の佐々木良作の間で検討されていた政界再編構想を指す。

## 歴史
護憲派の三木武夫は、自由民主党のハト派の筆頭と言われ、「右の左」と呼ばれた。
佐々木良作は、労働者の権利擁護の立場に立ちながら、共産主義には右翼以上に敵対し、「左の右」と呼ばれた。
現行憲法擁護・政府の積極的な市場介入・親米を維持しながらも、アメリカの世界戦略には与しないことで合意すれば、構想は容易にまとまると思われたが、当時は冷戦下であり、右と左には越えがたい一線があって、結局日の目を見なかった。
また、佐々木と同時期に民社党を動かしていた春日一幸は、自民党保守本流の田中角栄、大平正芳、傍流側でも河野謙三らとの連携を模索しており、小政党の民社党内部も一丸となって動いていたわけではない。
1970年代末には、盛んに新自由クラブとの中道新党を目指したが、自民党と同じ保守政党の新自由クラブは消極的だった。
なおこの中道新党構想は、三木の子飼いであった海部俊樹が、1994年、村山内閣の誕生を理由として自民党を離党し、新生党代表幹事の小沢一郎らと新進党を結成することで実現した。そして1997年の新進党解党後は、公明党を除く中道諸勢力が日本社会党右派及び一部の左派を取り込み民主党を結成した。